# Biennal de Venècia
La Biennal de Venècia (Biennale di Venezia, en italià) és una institució sense ànim de lucre subvencionada per l'Estat italià. És una de les institucions culturals més importants al món.
El seu nom s'ha fet servir sempre com a sinònim de l'Exposició Internacional d'Art de Venècia; entre les més antigues, importants i prestigioses mostres internacionals d'art contemporani del món.
El nom "Biennale" deriva de la freqüència biennal dels seus esdeveniments (amb l'excepció del Festival Internacional de Cinema de Venècia, nascut l'any 1932, amb freqüència anual).
Tant l'Exposició Internacional d'Art de Venecia com el Festival Internacional de Cinema de Venècia són els primers i més antics esdeveniments del seu gènere.
La Biennal de Venècia també celebra: la Exposició Internacional d'Arquitectura de Venècia; el Festival de Teatre de Venècia; el Festival de Dansa Contemporània de Venècia i el Festival de Música Contemporània de Venècia.

## Exposició Internacional d'Art de Venecia
L'Exposició Internacional d'Art de Venècia, és una mostra celebrada cada 2 anys per la Biennal de Venècia.
Creada el 1893, s'inaugurà oficialment el 22 d'abril de 1894. De les 224.000 visites durant la seva obertura, a les 320.000 visites el 2005 indiquen el seu nivell d'atracció.
Només ha sigut interrompuda en dues ocasions: 1916 i 1918 per la I Guerra Mundial; 1942 i 1946 per la Segona Guerra Mundial.
Cada secció artística premia al guanyador de la seva categoria, sent la més coneguda la mostra cinematogràfica i el seu premi el Lleó d'Or. Arran de les protestes estudiantils de 1969 no es van lliurar premis fins a 1980 per a la mostra de cinema i 1986 per l'exhibició d'art. Compta amb l'Arxiu Històric d'Art Contemporani (Archivio Storico delle Arti Contemporanee – ASAC 1930) com dipòsit documental i catàleg de les obres de la Biennal i les expressions artístiques des de 1895 fins ara.
A partir de 1930 l'administració va passar del Municipi a l'Estat. El 1998 per mitjà d'un decret legislatiu se li dona personalitat legal i es torna una corporació privada, la Società di Cultura La Biennale di Venezia. Una altra modificació l'any 2003 la transforma en una fundació (La Biennale di Venezia) amb la possibilitat de rebre aportacions de particulars.
El pavelló espanyol de la Biennal del 2015 va ser ideat per Martí Manen.